# Ma'ale Adumim
Ma'ale Adumim (hebrejsky מעלה אדומים‎) je židovská osada a město na Izraelem okupovaném Západním břehu Jordánu v distriktu Judea a Samaří.

## Geografie
Leží v nadmořské výšce 500 metrů východně od Jeruzaléma, na okraji Judské pouště. Municipální hranice osady Ma'ale Adumim v roce 2000 svou rozlohou předčily i municipální hranice Tel Avivu. Ma'ale Adumim je tedy oficiálně po Jeruzalému druhým největším městem co do rozlohy. Většina tohoto území je sice zatím nezastavěná, nicméně se počítá s další zástavbou. Spolu s okolními izraelskými osadami tvoří město lidnatý blok židovského osídlení (tzv. Guš Adumim).

## Etymologie
Ma'ale Adumim znamená doslova „Červený svah“ podle červeně zbarvených skal různých odstínů na tomto místě. Název města ale odkazuje i na biblickou zmínku v knize Jozue 15,7: „Hranice stoupá dále od doliny Akóru k Debíru a obrací se na sever ke Gilgálu naproti Adumímskému svahu jižně od potoka. Hranice pak pokračuje podél vody Slunečního pramene a vybíhá k prameni Rogelu“.

## Historie
Půda, na které bylo postaveno Ma'ale Adumim, byla za osmanské a jordánské vlády státním majetkem. Po šestidenní válce v roce 1967 území okupoval Izrael. Město bylo založeno 20. května 1975 a projektovala ho architektka Rachel Walden. Status místní rady (malého města) dosáhlo v březnu 1979. V současnosti má status městské rady (velkého města).
Palestinci vnímají Ma'ale Adumim jako ohrožení územní kontinuity  palestinského území. Město totiž leží ve strategické poloze mezi severní a jižní částí Západního břehu. Izraelci takové námitky vnímají jako neopodstatněné, protože Ma'ale Adumim obě části úplně neodděluje. Jak vláda Ariela Šarona, tak vláda Ehuda Olmerta uvedly, že počítají při budoucím mírovém urovnání vztahu s palestinskými Araby s formální anexí města k Izraeli.

## Archeologie
Nacházejí se zde zbytky byzantského kláštera Martyrius, jednoho z nejdůležitějších klášterů raně křesťanské doby (polovina 5. stol.). Ze stejné doby pocházel klášter sv. Euthymia, nacházející se v Mišor Adumim a chán el-Ahmar, známý jako Hostinec Milosrdného Samaritána (podle Lukáše 10,30–37).

## Demografie
Podle údajů z roku 2009 tvořili naprostou většinu obyvatel Židé – cca 33 200 osob (včetně statistické kategorie „ostatní“, která zahrnuje nearabské obyvatele židovského původu ale bez formální příslušnosti k židovskému náboženství, cca 34 300 osob).
Jde o větší obec městského typu. K 31. prosinci 2017 zde žilo 37 800 lidí. Ma'ale Adumim je třetím největším izraelským sídlem na Západním břehu Jordánu. Populační růst města je vysoký, ale v první dekádě 21. století zaostává za ostatními osadami, zejména těmi, které jsou obývány ultraortodoxními Židy. V období let 1983–2005 bylo Ma'ale Adumim nejlidnatější izraelskou osadou na Západním břehu Jordánu. Pak je předehnala osada Modi'in Illit. V roce 2008 bylo co do počtu obyvatel předstiženo i osadou Bejtar Ilit. Další stavební rozvoj záleží na politických okolnostech. V případě realizace plánů na výstavbu nové čtvrti nazvané pracovně E1 by populace města mohla podle starosty Bennyho Kašri'ela dosáhnout 60 000. Čtvrť E1 (též Mevaseret Adumim) se má rozkládat severozápadně od dosavadního zastavěného území a její výstavba naráží na nesouhlas velmocí, včetně USA, protože by zkomplikovala spojení mezi jižní a severní částí palestinských území na Západním břehu Jordánu.
| Rok            | 1980 | 1981 | 1982  | 1983  | 1984  | 1985  | 1986   | 1987   | 1988   | 1989   | 1990   | 1991   | 1992   | 1993   | 1994   | 1995   | 1996   | 1997   | 1998   | 1999   | 2000   |
| -------------- | ---- | ---- | ----- | ----- | ----- | ----- | ------ | ------ | ------ | ------ | ------ | ------ | ------ | ------ | ------ | ------ | ------ | ------ | ------ | ------ | ------ |
| Počet obyvatel | 330  | 370  | 1 700 | 5 380 | 7 600 | 9 340 | 10 300 | 11 100 | 11 800 | 12 700 | 13 500 | 14 600 | 15 200 | 16 900 | 18 400 | 19 300 | 20 200 | 20 300 | 22 200 | 23 800 | 24 900 |

| Rok            | 2001   | 2002   | 2003   | 2004   | 2005   | 2006   | 2007   | 2008   | 2009   | 2010   | 2011   | 2012   | 2013   | 2014   | 2015   | 2016   | 2017   |
| -------------- | ------ | ------ | ------ | ------ | ------ | ------ | ------ | ------ | ------ | ------ | ------ | ------ | ------ | ------ | ------ | ------ | ------ |
| Počet obyvatel | 25 800 | 26 500 | 27 300 | 28 900 | 30 200 | 31 800 | 33 000 | 33 821 | 34 324 | 35 700 | 36 100 | 36 900 | 37 100 | 37 400 | 37 500 | 37 700 | 37 800 |

* údaje (kromě let 2008 a 2009) zaokrouhleny na stovky